# Frederik Caspar Conrad Frieboe
Frederik Caspar Conrad Frieboe (7. marts 1767 i Køge – 14. marts 1846 i København) var en dansk officer.
Frieboe var søn af officer Christian Wildenradt Frieboe, begyndte sin militære løbebane
som volontær i Livgarden til Hest og blev 1783 sekondløjtnant i norske Livregiment Ryttere, men vendte 1788 tilbage til garden, hvor han allerede året efter udnævntes til ritmester. Han vandt tidlig kronprinsens særlige yndest og hørte til den lille skare unge mænd med Frantz Bülow i spidsen, der begyndte med at forrette tjeneste som adjudanter hos kronprinsen under eksercertiderne og senere til stadighed omgav ham i hans såkaldte hovedkvarter og dannede Generaladjudantstaben.
Frieboe, der 1800 var stillet à la suite i Husarregimentet, blev major 1803, oberstløjtnant og generaladjudant-løjtnant i staben 1808, oberst 1810 og samme år kammerherre. 1813 udtrådte han af Generalstaben og overtog kommandoen over Husarregimentet, hvilken post han beklædte til sin afgang. 1817 blev han generalmajor, 1828 Storkors af Dannebrog, 1836 generalløjtnant og stilledes ved hærordningen 1842 à la suite i Armeen som general.
General Frieboe ægtede 1795 Gjertrud Cathrine Bodenhoff (1. april 1765 – 19. november 1814), datter af agent Andreas Bodenhoff, og kom derved i besiddelse af landstedet Vildnisset i Kongens Lyngby, som efter hans død fik navn efter ham, Frieboeshvile. Frieboeshvile var oprindelig Danmarks mindste fideikommis og skulle som sådan stedse tjene som bolig for general Frieboes familie. Frieboe stiftede desuden en fribolig i Lyngby med 100 Rdl. årlig for 2 officersenker.
Han døde 14. marts 1846 og blev begravet i landstedets park. Generalen, hans hustru og to af hans efterkommere ligger begravet i haven. Frieboe havde ikke legitime arvinger, og fideikommisset gik derfor i arv til hans søsters søn, oberstløjtnant F.C.C. Funch, og dennes efterkommere. Det blev opløst ved lensafløsningen.
Et legemsstort portrætmaleri af Frieboe, malet af C.A. Lorentzen, hænger i dag på Gardehusarkasernen i Næstved.